# Prapremiera pięciu poetów
Prapremiera pięciu poetów – publikacja, która w 1955 roku ukazała się w 51 numerze Życia Literackiego. Wiersze każdego z pięciu poetów rekomendowane były przez jednego komentatora.
O Bohdanie Drozdowskim pisał Julian Przyboś, Jerzego Harasymowicza wprowadzał Mieczysław Jastrun, Mirona Białoszewskiego Artur Sandauer, Zbigniewa Herberta Jan Błoński, zaś Stanisława Czycza Ludwik Flaszen.
Poetyka wierszy stanowiła istotne novum, ponieważ przełamywała ograniczenia dość silnego jeszcze wówczas socrealizmu. „Prapremiera pięciu poetów” była wyraźnym zwiastunem nadchodzącej Odwilży.